# Hargarten-aux-Mines
Hargarten-aux-Mines (Duits: Hargarten in Lothringen ) is een gemeente in het Franse departement Moselle (regio Grand Est). De plaats maakt deel uit van het arrondissement Forbach-Boulay-Moselle. Hargarten-aux-Mines telde op 1 januari 2022 1.083 inwoners.

## Geografie
De oppervlakte van Hargarten-aux-Mines bedroeg op 1 januari 2022 5,51 vierkante kilometer; de bevolkingsdichtheid was toen 196,6 inwoners per km².

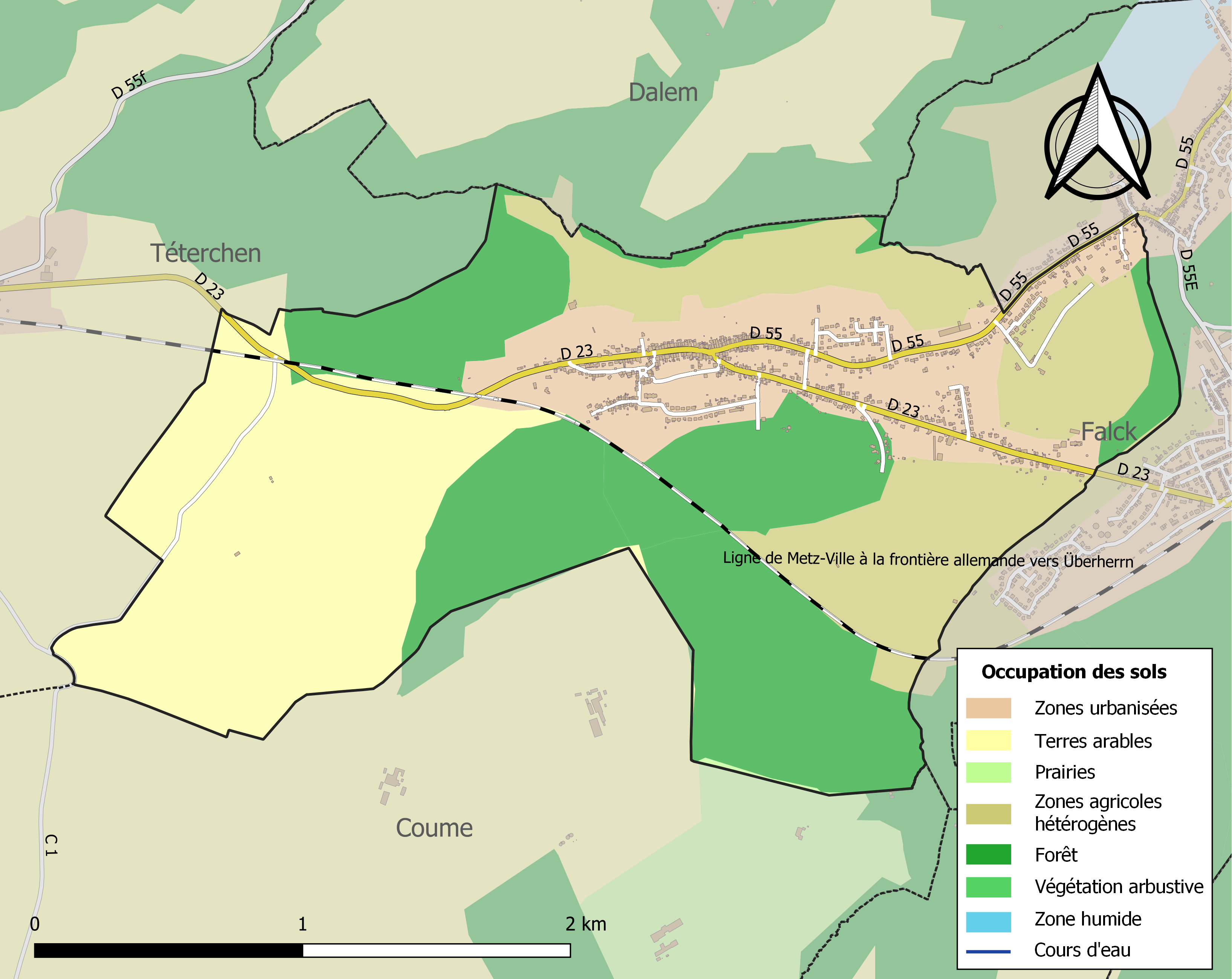
Kaart van de gemeente met de belangrijkste infrastructuur, bodemgebruik en omliggende gemeenten

## Demografie
Onderstaande figuur toont het verloop van het inwonertal (bron: INSEE-tellingen).